# دجوك سيلفا
دجوك سيلفا (بالإنجليزية: Joke Silva)‏ هي مخرجة وممثلة نيجيرية، ولدت في 29 سبتمبر 1961 بلاغوس في نيجيريا.

## وصلات خارجية
- دجوك سيلفا على موقع IMDb (الإنجليزية)
- دجوك سيلفا على موقع ألو سيني (الفرنسية)
- دجوك سيلفا على موقع تيرنر كلاسيك موفيز (الإنجليزية)
- دجوك سيلفا على موقع أول موفي (الإنجليزية)
- دجوك سيلفا على موقع قاعدة بيانات الفيلم (الإنجليزية)
- دجوك سيلفا على موقع كينوبويسك (الروسية)